# 얀 마텔
얀 마텔(영어: Yann Martel, 1963년 6월 25일 ~ )은 캐나다의 소설가이다. 맨 부커 상을 수상한 소설 파이 이야기로 유명세를 얻었다.

## 생애
마텔은 1963년 6월 25일에 스페인 살라망카에서 태어났다. 그의 아버지 에밀은 그 때 외교관으로 스페인에 부임해 있었다. 그 후 마텔은 부모를 따라 코스타리카, 프랑스, 멕시코, 캐나다에서 어린 시절을 보냈다. 포트호프에 있는 기숙학교를 거쳐 트렌트 대학교를 졸업 후 인도, 터키, 이란 등지를 여행하며 시간을 보냈다. 1993년에 첫 소설인 일곱 개의 이야기(Seven Stories)를 출판했다.

## 영향을 끼친 작품들
마텔은 단테의 신곡이 자신에게 가장 인상적인 작품이었다고 말했다. 또 열 살때 읽은 소소한 이야기(Le Petit Chose)가 그가 처음으로 빠져들었던 책이라고 회고했다.

## 작품들
- Seven Stories(일곱 개의 이야기, 1993)
- The Facts Behind the Helsinki Roccamtios(헬싱키 로카마티오 일가 이면의 사실들, 1993)
- Self(셀프, 1996)
- Life of Pi(파이 이야기, 2001)
- We Ate the Children Last(2004)
- Beatrice and Virgil(베아트리스와 버질 / 20세기의 셔츠, 2010)
- 101 Letters to a Prime Minister : The Complete Letters to Stephen Harper(각하, 문학을 읽으십시오, 2012)